# Aigremont, Gard
Aigremont är en kommun i departementet Gard i regionen Occitanien i södra Frankrike. Kommunen ligger i kantonen Lédignan som tillhör arrondissementet Alès. År 2022 hade Aigremont 777 invånare.

## Befolkningsutveckling
Antalet invånare i kommunen Aigremont
Referens:INSEE